# Adina Pintilie
Adina Pintilie (n. 12 ianuarie 1980, București, România, născută Adina-Elena Pintilie) este o regizoare și scenaristă română, premiată cu Ursul de Aur la ediția din 2018 a acestui festival, Berlinale 2018, pentru filmul său de debut de lung metraj, Nu mă atinge-mă.

## Date biografice
Adina Pintilie a absolvit Universitatea Națională de Artă Teatrală și Cinematografică București, secția Regie Film, în 2008. Cu documentarul ei Nu te supăra, dar... a participat în 2007 la câteva festivaluri de film prestigioase, inclusiv la Festivalul de Film de la Varșovia și Festivalul de la Locarno, câștigând Premiul pentru cel mai bun film documentar Golden Dove la DOK Leipzig iar în 2008 a câștigat premiul Cel mai bun documentar la Festivalul de Film de la Vukovar. Următorul ei film documentar, Balastiera #186, a câștigat Runner Up Award la Festivalul de Film de la Miami și Mențiunea specială a Festivalului de Film de la Trieste 2009.
Lungmetrajul ei de debut Nu mă atinge-mă a participat la Berlinala ediția din 2018, unde a câștigat Ursul de Aur.

## Filmografie
| An   | Film                  | Regie | Scenariu | Note        |
| ---- | --------------------- | ----- | -------- | ----------- |
| 2003 | Ea                    | Da    | Da       | scurtmetraj |
| 2004 | Un fel de singurătate | Da    | Da       | scurtmetraj |
| 2004 | Trenuri nepăzite      | Da    | Da       | scurtmetraj |
| 2005 | Nea Pintea... model   | Da    |          | scurtmetraj |
| 2006 | Casino                | Da    |          | scurtmetraj |
| 2006 | Frica domnului G      | Da    |          | scurtmetraj |
| 2007 | Nu te supăra, dar...  | Da    |          | scurtmetraj |
| 2009 | Balastiera #186       | Da    |          | scurtmetraj |
| 2010 | Oxigen                | Da    |          | scurtmetraj |
| 2018 | Nu mă atinge-mă       | Da    | Da       | lungmetraj  |